# ربيع سعد
ربيع سعد سرور  ، (1957 - 2014) لاعب كرة قدم كويتي سابق، مدافع نادي الفحيحيل الرياضي بفترة السبعينات والثمانينات ويعد من أبرز المدافعين الذي لعبوا بالنادي منذ تأسيسه إلى اليوم.

## عن حياته
ولد اللاعب ربيع سعد في جنوب الكويت من عام 1957 وهو يعتبر من لاعبي الزمن الذهبي للكويت في السبعينات والثمانينات ، وكان لاعباً مدافعاً عُرف بقوته ومهارته، وأحياناً بخشونته في اللعب، وهذا ما أزعج الكثير من المهاجمين ، وبدأ ميله للرياضة في سن المراهقة، وقبل اختياره لعبة كرة القدم لعب الكرة الطائرة مع نادي الشباب الكويتي لموسمين اثنين ، وفي عام 1973 انتقل إلى ممارسة كرة القدم مع نادي الفحيحيل ، ووصل إلى الفريق الأول للنادي في العام 1975 حيث أصبح أحد أعمدة الدفاع في تشكيلة الفريق ، ورغم أنه عُرف بخشونته في اللعب الرجولي ، إلا أنه كان مثالاً للاعب المثابر وذي الأخلاق العالية التي يشهد له بها الجميع. 

## طريقته باللعب
خلال قيادته للفريق بصفته الكابتن في الملعب ، كان دائماً يحرص على توجيه زملائه بأفضل طريقة ليعطوا أفضل ما لديهم ، ورغم أن الفريق كان حينها يضم الكثير من النجوم ، إلا أنه كان هو القائد، واستطاع مع زميله في الدفاع آنذاك سيف زيد وعوض عياد أن يشكلوا سداً منيعاً أمام مهاجمين أقوياء مثل عبد العزيز العنبري ، وفتحي كميل ، وجاسم يعقوب ، وصلاح الحساوي.

## كأس أمير الكويت 1986
حقق مع فريق الفحيحيل عدة إنجازات منها الوصول إلى نصف نهائي كأس أمير الكويت في الأعوام 1976، 1979 و1982، وحقق لقب كأس أمير الكويت في العام 1986 ، واعتزل لعب كرة القدم في العام 1994 دون أن يلعب مع أي فريق آخر غير الفحيحيل , ولم يحالف الحظ  للعب في صفوف منتخب الكويت رغم أنه امتلك ما يكفي من المهارات والقدرات.

## وفاته
وافته المنية في شهر يونيو من العام 2014 بعد صراع طويل مع المرض.